# NGC 1697
NGC 1697 (другое обозначение — ESO 56-SC5) — рассеянное скопление в созвездии Золотой Рыбы. Входит в состав Большого Магелланова Облака.
Этот объект входит в число перечисленных в оригинальной редакции «Нового общего каталога».
Возраст скопления оценивается в 0,7 миллиардов лет, его металличность близка к солнечной: [Fe/H] = 0,0. Возможно, в прошлом содержание металлов в скоплении изменилось.